# گردشگاه شهید
گردشگاه شهید در شهرستان فیروزآباد در استان فارس واقع است.
این منطقه حفاظت شده که در بین راه فیروزآباد - فراشبد واقع شده از گردشگاه‌های دیدنی شهرستان فیروزآباد بوده و زیستگاه گونه‌های نادری از پرندگان مهاجر و حیوانات وحشی است. این گردشگاه بازدیدکنندگان بسیاری داشته و همواره مورد توجه مسافران و اهالی بومی شهرستان‌های کازرون و فیروزآباد بوده‌است.